# Instant 0 in the Universe
Instant 0 in the Universe – EP brytyjskiej formacji Stereolab, wydane w październiku 2003. Było wydawane jako jedno CD albo trzy winylowe single 7’’. Było to pierwsze wydawnictwo grupy po śmierci jednej z głównych wokalistek, Mary Hansen, w wypadku w grudniu 2002. To pierwsze wydawnictwo grupy nagrane w ich własnym studio Instant 0 na północ od Bordeaux.

## Lista utworów
1. "...Sudden Stars" - 4:40
2. "Jaunty Monty and the Bubbles of Silence" - 4:10
3. "Good Is Me" - 5:25
4. "Microclimate" - 4:16
5. "Mass Riff" - 4:25
6. "Hillbilly Motobike" - 2:23

- "Hillbilly Motobike" pojawia się tylko na winylowej edycji jako druga strona ostatniej z płyt.